# Bitto (formaggio)
Il Bitto (Bit in Lombardo) è un formaggio d'alpeggio e di stalla a denominazione di origine protetta (DOP).
È un formaggio grasso a pasta cotta e semidura, prodotto lavorando il latte vaccino crudo intero in loco due volte al giorno, la mattina e la sera, subito dopo la mungitura. Al latte vaccino può facoltativamente essere aggiunto latte caprino crudo in misura non superiore al 10%.

## Storia
La nascita del Bitto si fa risalire ai Celti che, dopo essere stati cacciati dalla pianura, trovarono rifugio in Valtellina. Esperti pastori e casari, per conservare e trasferire le proprietà nutritive del latte nel tempo, iniziarono a produrre formaggi a lunga conservazione. L'usanza di allevare gli animali da latte e di produrre formaggio è giunta sino ad oggi.
Tra il 1995 e il 1996 il Formaggio Grasso Valtellina ha dapprima ottenuto il nome di Bitto e di seguito la denominazione di origine protetta. Per poter produrre più formaggio permettendone la vendita a prezzi più accessibili, il consorzio Bitto DOP modificò in quel periodo il proprio disciplinare tradizionale.
Alcuni produttori della Valgerola e della valle del Bitto di Albaredo, tuttavia, non gradirono l'iniziativa e continuarono a produrre il Bitto secondo il metodo tradizionale, separandosi dal Bitto DOP e dando vita al Bitto Storico, che divenne presidio Slow Food,. Dal primo settembre 2016, a seguito di una lunga controversia causata dal fatto che il marchio Bitto era del consorzio DOP, i produttori hanno deciso la registrazione di un nuovo marchio, in modo da poter commercializzare il formaggio della tradizione celtica col nome di "Storico ribelle".

## Zona di Produzione
Il Bitto DOP si ottiene esclusivamente con il latte prodotto negli alpeggi e nelle stalle di alcune zone delle Alpi Orobie. Il luogo di produzione principale sono le valli del Bitto in provincia di Sondrio, affiancate da alcuni comuni limitrofi della bergamasca valle Brembana (Averara, Carona, Cusio, Foppolo, Mezzoldo, Piazzatorre, Santa Brigida, Valleve) e delle lecchesi Valsassina e Valvarrone (Introbio e Premana).
lo Storico ribelle, invece, si produce esclusivamente negli alpeggi delle valli del Bitto (comuni di Cosio Valtellino per gli abitati di Sacco e Mellarolo, e i comuni di Rasura, Pedesina, Gerola Alta, Albaredo per San Marco e Bema) in un periodo di produzione che coincide con quello del pascolo estivo; il resto dell'anno le mucche e le capre lo passano nelle stalle e nei recinti del fondovalle e il loro latte è usato per la produzione del Latteria invernale. La presenza delle capre è necessaria poiché il loro latte è tassativamente previsto dal disciplinare dello Storico.

## Alimentazione del bestiame
Il latte deriva da vacche di razze tradizionali e da capre anch'esse degli alpeggi nelle zone sopraindicate. Le mucche e le capre impiegate per produrre il Bitto DOP si nutrono di fieno e di mangimi speciali e trattati in modo da incrementare la produzione di latte. È consentita per le lattifere un'integrazione dell'alimentazione da pascolo, fissata nei limiti massimi di 3 chilogrammi di sostanza secca al giorno, con i seguenti alimenti: mais, orzo, frumento, soia, melasso nella quantità non superiore al 3%. È ammesso l'impiego di sale pastorizio. È ammessa inoltre un'alimentazione di solo soccorso a base di fieno di prato stabile.
Per quanto riguarda lo Storico ribelle, è tassativamente vietata qualunque integrazione di mangimi al pascolo naturale, e il latte deriva da vacche di razze tradizionali e da capre, in particolar modo di Capra Orobica o di Valgerola, specie a rischio di estinzione.

## Processo di produzione
La coagulazione è ottenuta con l'uso di caglio di vitello. La cottura della cagliata, che avviene a una temperatura compresa fra i 48 e i 52 °C, si protrae per circa 30 minuti. La rottura della cagliata avviene fino a quando i grumi hanno la grandezza di chicchi di riso. Una volta estratta, la pasta viene posta in fasce che conferiscono una forma circolare. La salatura avviene a secco o in salamoia. La stagionatura, che deve essere protratta per almeno 70 giorni, inizia nelle «casere d'alpe» e si completa nelle strutture di fondovalle sfruttando l'andamento climatico della zona di produzione.
Sulla pasta viene impresso il numero identificativo del produttore, il bollo CE e la data di produzione (giorno, mese e anno). Una volta ultimata la lavorazione viene posizionato il caratteristico "cerchio" di carta.
Per lo Storico ribelle si utilizza una forma in fasce tradizionali di legno che conferiscono il caratteristico scalzo concavo oltre a una forma non perfettamente circolare dovuta alla chiusura composta di una striscia di legno. La stagionatura avviene in particolare presso la casera del Bitto Storico di Gerola Alta. Esiste inoltre, al contrario che per il Bitto DOP, il divieto di utilizzare fermenti lattici selezionati nella cagliata, e il latte deve essere lavorato "a caldo", entro 30 minuti dalla mungitura.

## Caratteristiche principali
- forma cilindrica con diametro 30-50 centimetri
- scalzo concavo di 8-12 centimetri di altezza
- peso 8-12 chili
- pasta dal bianco al giallo paglierino secondo la stagionatura con occhiatura rada a occhio di pernice
- crosta compatta, di colore giallo paglierino più intenso con la stagionatura di spessore compreso fra 2 e 4 millimetri
- sapore dolce, delicato, consistenti note aromatiche di erbe d'alpeggio
- grasso sulla sostanza secca non inferiore al 45%
- umidità media a 70 giorni pari al 38%

## Identificazione
Il prodotto viene identificato da un contrassegno che viene apposto a fuoco sullo scalzo al termine del periodo di maturazione e prima di immettere al consumo il formaggio. Si compone della scritta "Bitto" dove la B è parzialmente leggibile e il completamento della lettera è compiuto con l'immagine di una forma di formaggio stilizzata cui manca una fetta. La parte mancante della forma va a comporre una ‘V' iniziale di Valtellina. Tale marchio viene impresso a fuoco su quattro punti dello scalzo della forma, previa verifica della rispondenza del prodotto alle caratteristiche previste dal disciplinare di produzione a cura del Consorzio per la Tutela dei Formaggi Valtellina Casera e Bitto. Le forme sono successivamente inserite nel circuito commerciale, corredate dall'apposito disco cartaceo normato dal Disciplinare di Produzione. Il prodotto è commercializzato in forme intere o a porzioni.

## Denominazione d'Origine Protetta
Il Bitto è riconosciuto denominazione d'origine con il Decreto Ministeriale del 19 aprile 1995 e DOP con il regolamento (CE) n. 1263/1996. Alla tutela del Bitto DOP provvede un Consorzio che rappresenta anche il Valtellina Casera DOP. Il Consorzio di tutela dei formaggi Valtellina Casera e Bitto (C.T.C.B.) è stato fondato nel 1995 per la promozione e tutela di tali formaggi, attuando una vigilanza sulla produzione e il commercio dei formaggi.

## Organismo di riferimento
Consorzio per la tutela dei formaggi Valtellina Casera e Bitto.

## Volumi
La produzione di Bitto nel 2022 è stata di 1.856 quintali. Il fatturato generato dalle vendite nello stesso anno è stato di 5,2 milioni di euro.

## Valori nutrizionali
Valori nutrizionali medi per 100 grammi:
- Energia 410 Kcal
- Proteine 26%
- Carboidrati 0,5%
- Grasso sul tal quale 35,4%
- Vitamina A 850 UI/100 g
- Calcio 666 mg/100g